# Alstroemeria revoluta
Espèce
Classification APG III (2009)
Alstroemeria revoluta est une espèce de plante de la famille des Alstroemeriaceae.
C'est une plante herbacée vivace endémique au Chili, où elle est répartie entre les régions de Valparaíso et d'Araucanie.

## Systématique
Le nom correct complet (avec auteur) de ce taxon est Alstroemeria revoluta Ruiz & Pav..
Alstroemeria revoluta a pour synonymes :
- Alstroemeria herbertiana M.Roem.
- Alstroemeria inconspicua Phil.
- Alstroemeria reflexa M.Roem.